# Maceta (herramienta)

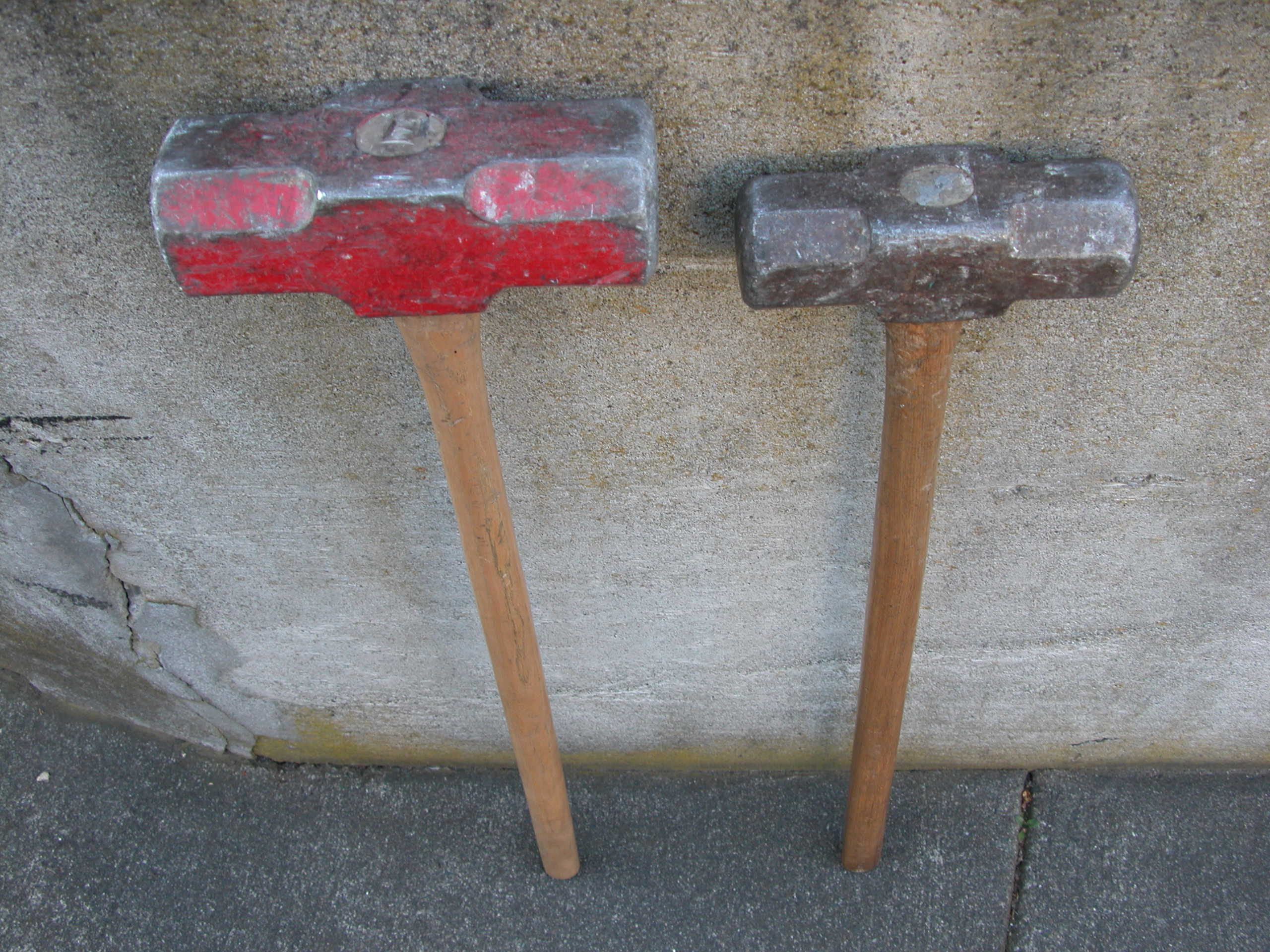
Macetas

Una maceta es una herramienta similar a un martillo de doble cara, pero de un tamaño mayor.
Por tener mayor masa que un martillo, se usa por albañiles y canteros para golpear cinceles o cortafríos.  Además, es ideal para pequeños trabajos de demolición, pues al ser de un peso menor que un mazo se puede usar con una sola mano.
En la actualidad este tipo de herramientas son muy usadas por albañiles pero esto no lo limita a que cualquier persona con las capacidades físicas necesarias disponga de la misma en apoyo a sus labores. Es de suma importancia saber también los riesgos que podría conllevar un solo golpe de la misma en alguna parte sensible como los dedos, mano o muñeca.
Antiguamente, los mangos eran de madera, aunque en la actualidad también los hay metálicos o de resinas.
|        |
| Maceta |

|        |
| Maceta |

|        |
| Maceta |

|                   |
| Maceta portuguesa |

|       |
| Video |